# Regensburg–Oberkotzau-vasútvonal

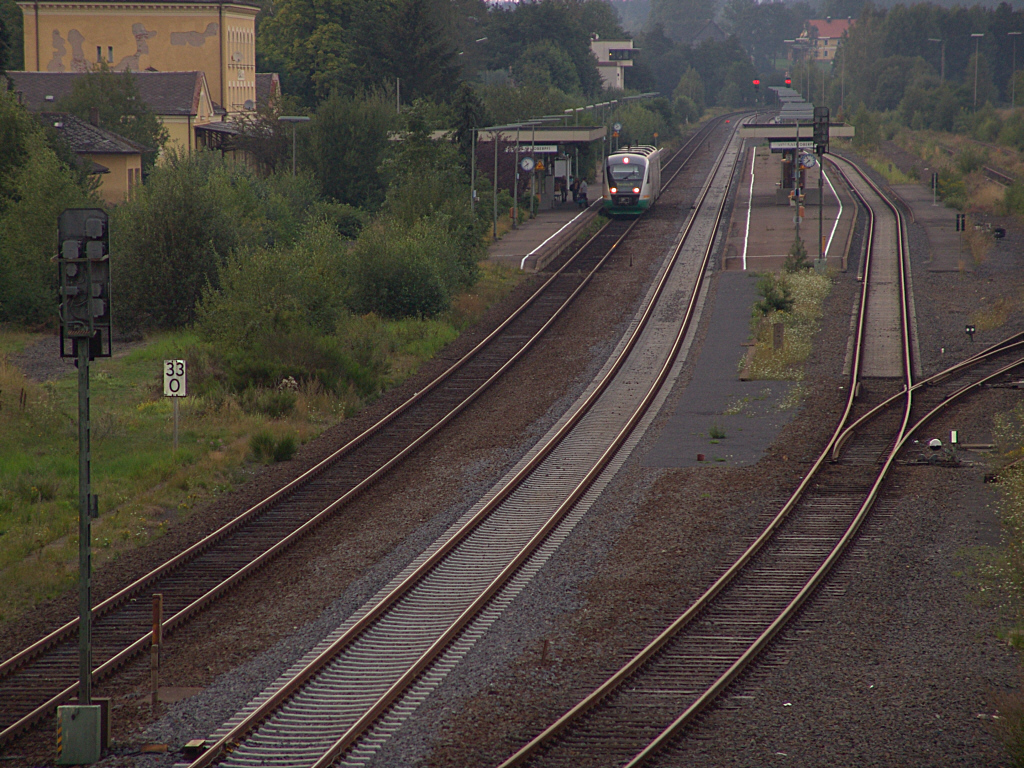
Wiesau állomás egy motorvonattal

A Regensburg–Oberkotzau-vasútvonal egy normál nyomtávolságú, nem  villamosított vasútvonal Németországban Regensburg és Oberkotzau között. A vasútvonal hossza 175 km, engedélyezett sebesség 160 km/h. Villamosítása tervezés alatt áll.